# Smalnäbbad valfågel
Smalnäbbad valfågel (Pachyptila belcheri) är en fågel i familjen liror inom ordningen stormfåglar.

## Utseende
Valfåglar är små, blågrå petreller med svartbandad stjärt och ett mörkt band diagonalt över ovansidan på vingen. Arterna i släktet är synnerligen lika varandra och ofta omöjliga att skilja åt i fält. Smalnäbbad dykpetrell är i storlek och byggnad mycket lik ljushuvad valfågel (P. turtur), med en kroppslängd på 26 cm och vingbredden 56 cm. Huvudet är dock mindre och inte lika rundat. Även ansiktsteckningen är annorlunda, med ett tydligt svart ögonstreck och vitt ögonbrynsstreck. Ovansidan är ljusare och gråare än hos andra valfåglar. Även det mörka stjärtbandet är ljusare, liksom de yttre stjärtpennorna. På nära håll syns att näbben är smal.

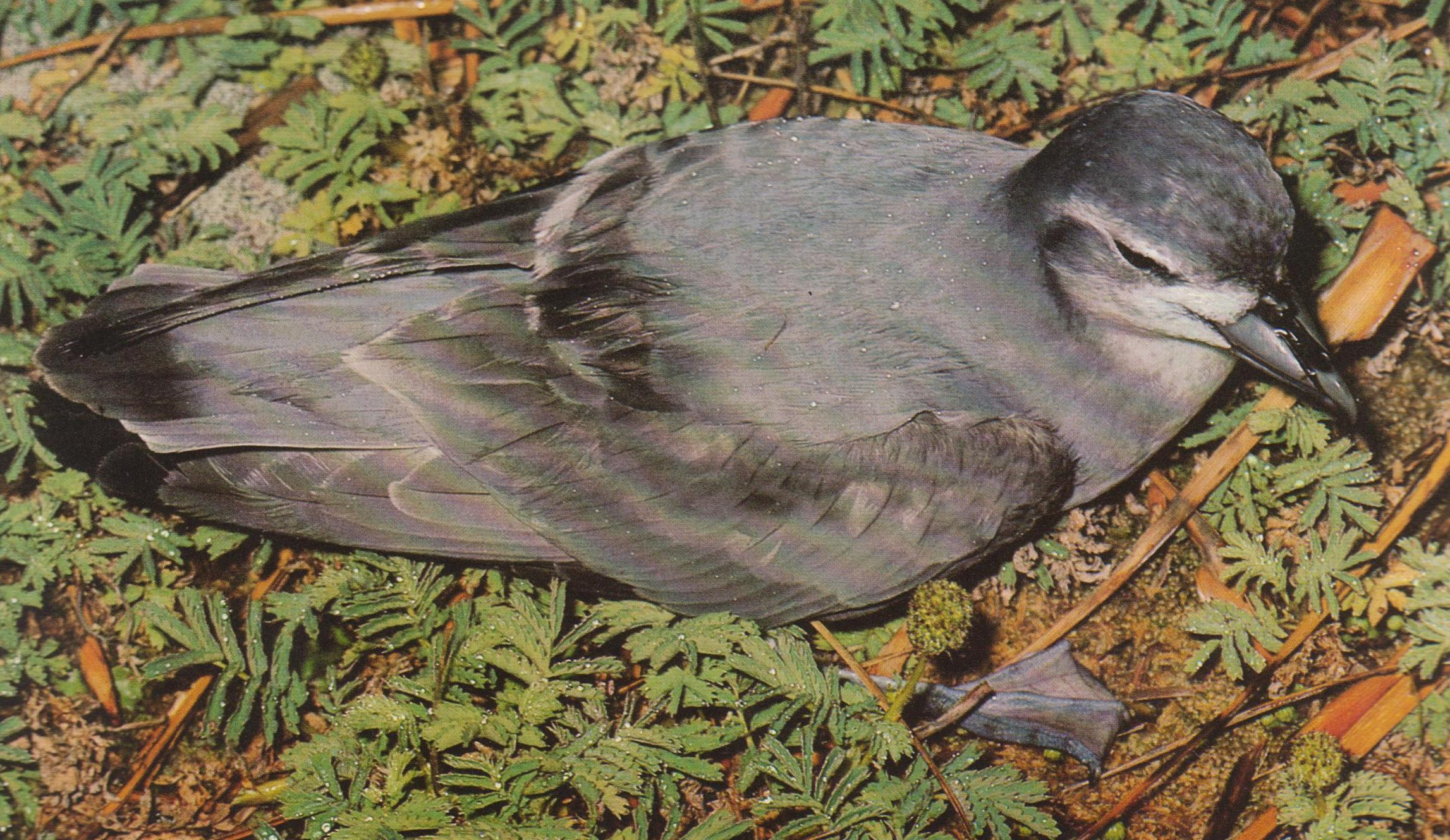

## Utbredning och systematik
Fågeln häckar på Crozetöarna och Kerguelen i södra Indiska oceanen, Falklandsöarna i södra Atlanten samt Isla Noir utanför södra Chile i Stilla havet. Den behandlas som monotypisk, det vill säga att den inte delas in i några underarter. Ibland har den förts som underart till brednäbbad valfågel (P. vittata). Den har också ansetts utgöra samma art som antarktisvalfågel (P. desolata) och dessa två hybridiserar möjligen på Kerguelen.

## Levnadssätt
Fågeln häckar mellan augusti och mars i kolonier på öar. Liksom andra valfåglar är den mycket sällskaplig även till havs och kan uppträda i stora flockar. Flykten är karakteristiskt kastande, lågt över vågorna.

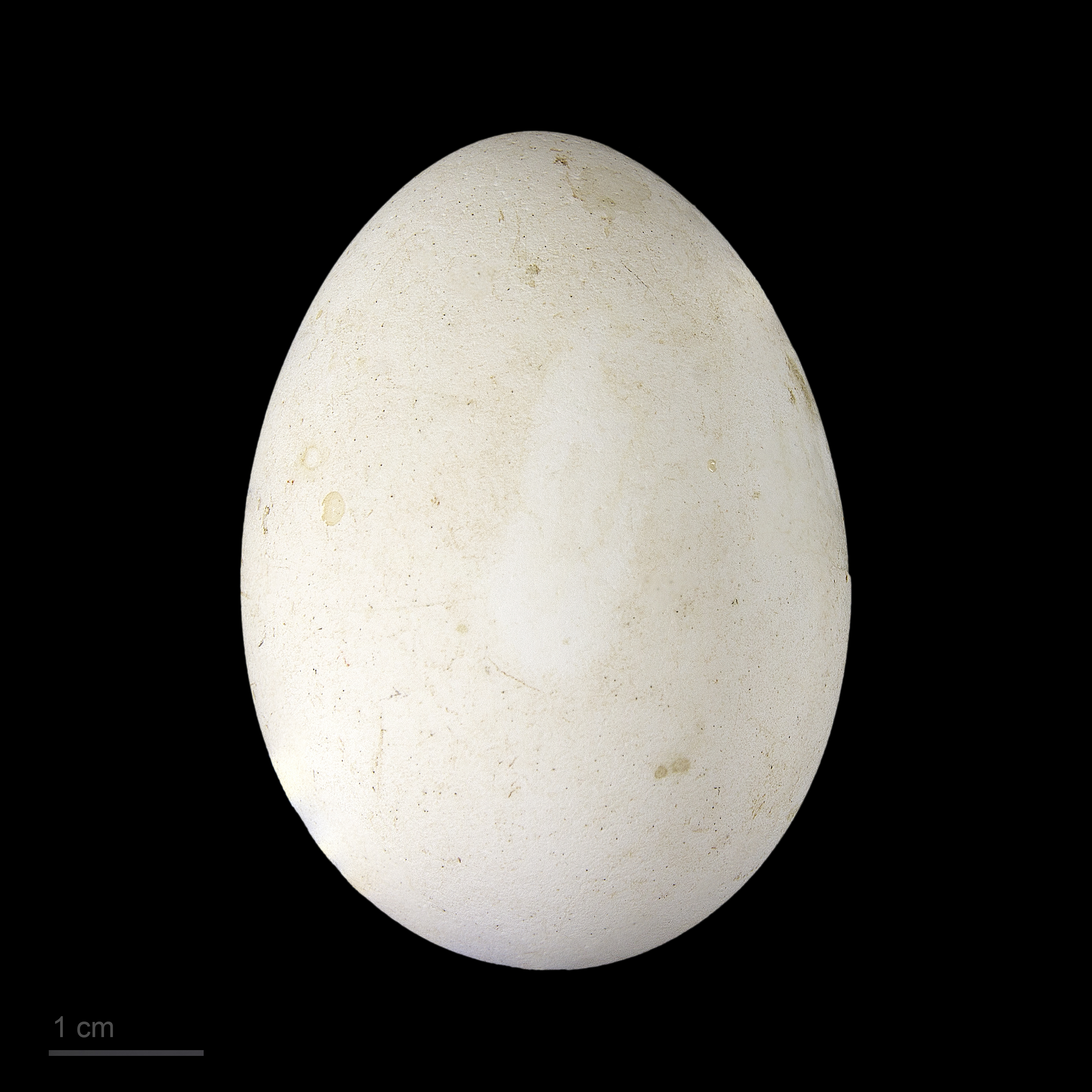
Ägg från smalnäbbad valfågel.

Arten livnär sig mestadels på kräftdjur, framför allt märlkräftor av arten Themisto gaudichaudii.

## Status och hot
Arten har ett stort utbredningsområde och en stor population med stabil utveckling. Utifrån dessa kriterier kategoriserar IUCN arten som livskraftig (LC). Världspopulationen uppskattas till över sju miljoner individer.

## Namn
Fågelns vetenskapliga artnamn hedrar Sir Charles Frederic Belcher (1876-1970), australisk jurist och ornitolog.